# Bolholt
Bolholt – wieś w Anglii, w hrabstwie Wielki Manchester. Leży 16 km na północny zachód od centrum miasta Manchester.